# Public Enemy
«Public Enemy» (сокращённо «PE»; с англ. — «Враг общества») — американская хип-хоп-группа из Лонг-Айленда, известная своими политизированными текстами, критикой СМИ и активным интересом к проблемам афроамериканского сообщества. 
Их «визитной карточкой» является композиция «Fight the Power», впервые прозвучавшая в фильме Спайка Ли «Делай, как надо!» (1989). После выпуска скандального по своему радикализму альбома It Takes a Nation of Millions to Hold Us Back (1988) они обошли Run DMC как самый авангардный проект в среде хип-хопа. В отличие от эротического эскапизма N.W.A, тексты Public Enemy были посвящены остросоциальным темам и призывали слушателей занимать активную жизненную позицию. Как в музыкальном, так и в политическом отношении Public Enemy были революционерами. Несмотря на резкое снижение активности в 1990-е годы, для многих знатоков хип-хопа Public Enemy остаётся эталоном рэп-группы.
За музыкальное направление группы отвечала продюсерская команда The Bomb Squad, замесившая густое звучание на авангардных вкраплениях неузнаваемых семплов на фоне визжащих полицейских сирен и безостановочного, глубокого фанкового бита. Эта хаотичная на первый взгляд музыка вкупе с не терпящим возражений вокалом Райденауэра и комичными выходками Дрэйтона заряжала слушателей энергией радикализма. Внесённая Public Enemy в хип-хоп струя социального протеста стала отличительной чертой хип-хопа 1990-х.

## Участники
- Chuck D (Карлтон Дуглас Риденауэр). Родился 1 августа 1960 года в Нью-Йорке.
- Flavor Flav (Уильям Джонатан Дрейтон-младший). Родился 16 марта 1959 года в Нью-Йорке. Весной 2020 года был исключён из группы[6].
- Professor Griff (Ричард Гриффин). Родился 1 августа 1960 года в Нью-Йорке.
- Terminator X (Норман Роджерс). Родился 25 августа 1966 года. Командный DJ.

## Дискография
- 1987 — Yo! Bum Rush the Show
- 1988 — It Takes a Nation of Millions to Hold Us Back
- 1990 — Fear of a Black Planet
- 1991 — Apocalypse 91… The Enemy Strikes Black
- 1992 — Greatest Misses
- 1994 — Muse Sick-n-Hour Mess Age
- 1998 — He Got Game
- 1999 — There’s a Poison Goin’ On…
- 2002 — Revolverlution
- 2005 — New Whirl Odor
- 2006 — Rebirth of a Nation
- 2007 — How You Sell Soul to a Soulless People Who Sold Their Soul???
- 2012 — Most of My Heroes Still Don’t Appear On No Stamp
- 2012 — The Evil Empire Of Everything
- 2015 — Man Plans God Laughs
- 2017 — Nothing Is Quick in the Desert
- 2020 — What You Gonna Do When the Grid Goes Down?

## Факты
- В фильме 1991 года «Терминатор 2: Судный день» Джон Коннор (Эдвард Ферлонг) носит футболку группы на протяжении всей картины. В режиссёрской версии «Терминатора 2» T-1000 (Роберт Патрик) находит тайник Джона с посылками его матери как раз за плакатом Public Enemy.
- В 1992 году принимали участие в концертном туре «Zoo TV» группы U2 в качестве группы разогрева.
- Кавер-версия песни «Fight The Power» в исполнении Korn и Xzibit вошла в саундтрек фильма «Три икса 2: Новый уровень», с Ice Cube в главной роли.
- В сериале «Доктор Хаус» в одной из серий Хаус приносит к пациенту бумбокс с громко играющей на нём «Fight the power».
- Public Enemy, совместно с Ривзом Гэбрелсом записали одноимённый саундтрек к фильму Спайка Ли «Его Игра» (1998).
- В эпизоде «Магазинный вор» из документального фильма «Чудаки» звучит песня «Sophisticated Bitch».
- В фильме «Патруль» можно услышать композицию «Harder Than You Think».
- Трэш-метал-группа Anthrax исполнила песню «Bring The Noise» вместе с Public Enemy.
- Sepultura исполнила свою версию песни «Black Steel In The Hour Of Chaos».
- Семпл из инструментальной композиции «Security of the First World» из альбома «It Takes a Nation of Millions to Hold Us Back» положен в основу песни Мадонны Justify My Love.
- С аналогичным названием существовала рестлинг-команда, выступавшая в промоушнах ECW, NWA, UWF, WCW, WWF, XWF.
- На некоторых живых выступлениях группы Red Hot Chili Peppers во вступлении к песне Give It Away играется отрывок You’re Gonna Get Yours.